# Grande Prêmio da Espanha de 2023
O Grande Prêmio da Espanha de 2023 (oficialmente denominado, por questões contratuais, Formula 1 AWS Gran Premio de España 2023) foi a sétima etapa do Campeonato Mundial de Fórmula 1 de 2023, disputada no dia 4 de junho 2023 no Circuito de Barcelona-Catalunha, Montmeló, Espanha.

## Contexto
O evento foi realizado no fim de semana de 2 a 4 de junho de 2023, sendo a sétima etapa do Campeonato Mundial de Fórmula 1 de 2023.
Seguindo o pacote de atualização ao Mercedes W14 introduzido na rodada anterior, o Grande Prêmio de Mônaco, outras atualizações que melhoram o fluxo de ar do carro serão introduzidas neste evento. Ferrari revelou um pacote de atualização aos seus SF-23, realizando uma mudança de solução de lavagem a uma descendente, de modo semelhante ao RB19 da Red Bull Racing. Ele recebeu uma pequena atualização em seu piso e difusor.

### Classificação do campeonato antes da corrida
Entrando no fim de semana, Max Verstappen lidera o Campeonato Mundial de Pilotos com 144 pontos, 39 pontos à frente de seu companheiro de equipe Sergio Pérez em segundo e 51 à frente de Fernando Alonso em terceiro. A Red Bull Racing, com 249 pontos, liderava o Campeonato de Construtores seguido pela Aston Martin e da Mercedes, segundo e terceiro lugar com 120 e 119 pontos, respectivamente.

### Participantes
Os pilotos e equipes foram os mesmos da lista de inscritos da temporada, sem pilotos substitutos adicionais para este fim de semana de corrida.

### Escolhas de pneus
A fornecedora de pneus Pirelli trouxe os compostos de pneus C3, C4, e C5 (denominados duro, médio, e macio, respectivamente) para as equipes usarem durante o evento.
| Nome do composto | Cor | Cor | Banda de rolamento | Condições de tempo | Aderência | Durabilidade |
| ---------------- | --- | --- | ------------------ | ------------------ | --------- | ------------ |
| Duro             | C3  |     | Lisa               | Seco               | Baixa     | Alta         |
| Médio            | C4  |     | Lisa               | Seco               | Média     | Média        |
| Macio            | C5  |     | Lisa               | Seco               | Alta      | Baixa        |

### Mudanças na pista
A partir desta edição, a Fórmula 1 usará o layout usado pela MotoGP desde 2021, removendo a chicane no último setor da volta que a Fórmula 1 usava todos os anos desde sua introdução 2007, e revertendo as curvas finais dos carros para uma configuração rápida e arrebatadora que a Fórmula 1 usou pela última vez em 2006.

## Treinos Livres
As duas primeiras sessões de treinos livres foram disputados no dia 2 de junho a partir de 13:30 no horário local (UTC+2) ou às 8:30 no Horário de Brasília. Por sua vez, a terceira e última sessão, iniciou no dia 3 de junho às 12:30 no horário local (UTC+2) ou às 7:30 no Horário de Brasília.

### Resultado
Em negrito, os respectivos melhores tempos de cada sessão. A disposição inicial do treino fora colocada considerando-se o TL2.
| No.            | Piloto           | Construtora                | Tempo    | Tempo | Tempo    | Tempo | Tempo    | Tempo |
| No.            | Piloto           | Construtora                | TL1      | P.    | TL2      | P.    | TL3      | P.    |
| -------------- | ---------------- | -------------------------- | -------- | ----- | -------- | ----- | -------- | ----- |
| 1              | Max Verstappen   | Red Bull Racing-Honda RBPT | 1:14.606 |       | 1:13.907 |       | 1:13.664 |       |
| 14             | Fernando Alonso  | Aston Martin-Mercedes      | 1:15.547 |       | 1:14.077 |       | 1:14.264 |       |
| 27             | Nico Hülkenberg  | Haas-Ferrari               | 1:16.461 |       | 1:14.177 |       | 1:14.988 |       |
| 11             | Sergio Pérez     | Red Bull Racing-Honda RBPT | 1:15.374 |       | 1:14.219 |       | 1:13.914 |       |
| 31             | Esteban Ocon     | Alpine-Renault             | 1:15.418 |       | 1:14.242 |       | 1:15.266 |       |
| 16             | Charles Leclerc  | Ferrari                    | 1:15.694 |       | 1:14.246 |       | 1:14.353 |       |
| 55             | Carlos Sainz Jr. | Ferrari                    | 1:15.726 |       | 1:14.274 |       | 1:14.240 |       |
| 63             | George Russell   | Mercedes                   | 1:15.753 |       | 1:14.392 |       | 1:14.278 |       |
| 77             | Valtteri Bottas  | Alfa Romeo-Ferrari         | 1:15.978 |       | 1:14.448 |       | 1:14.360 |       |
| 10             | Pierre Gasly     | Alpine-Renault             | 1:15.545 |       | 1:14.457 |       | 1:15.841 |       |
| 44             | Lewis Hamilton   | Mercedes                   | 1:15.845 |       | 1:14.549 |       | 1:14.072 |       |
| 81             | Oscar Piastri    | McLaren-Mercedes           | 1:16.353 |       | 1:14.583 |       | 1:15.105 |       |
| 24             | Guanyu Zhou      | Alfa Romeo-Ferrari         | 1:15.906 |       | 1:14.585 |       | 1:14.681 |       |
| 4              | Lando Norris     | McLaren-Mercedes           | 1:15.783 |       | 1:14.694 |       | 1:14.681 |       |
| 20             | Kevin Magnussen  | Haas-Ferrari               | 1:15.689 |       | 1:14.713 |       | 1:15.534 |       |
| 21             | Nyck de Vries    | AlphaTauri-Honda RBPT      | 1:15.504 |       | 1:14.785 |       | 1:14.693 |       |
| 22             | Yuki Tsunoda     | AlphaTauri-Honda RBPT      | 1:15.915 |       | 1:14.840 |       | 1:14.659 |       |
| 18             | Lance Stroll     | Aston Martin-Mercedes      | 1:15.939 |       | 1:15.010 |       | 1:14.756 |       |
| 23             | Alexander Albon  | Williams-Mercedes          | 1:16.630 |       | 1:15.056 |       | 1:15.851 |       |
| 2              | Logan Sargeant   | Williams-Mercedes          | 1:16.506 |       | 1:15.415 |       | 1:16.529 |       |
| Referência(s): |                  |                            |          |       |          |       |          |       |

## Qualificação
A qualificação ocorreu no dia 3 de Maio de 2023 às 16:00 no horário local (UTC+2) ou às 11:00 no Horário de Brasília.

### Resultado
Em negrito, os respectivos melhores tempos de cada sessão e a pole position.
| Pos.                     | No. | Piloto           | Construtora                | Tempos Qualificatórios | Tempos Qualificatórios | Tempos Qualificatórios | Grid final |
| Pos.                     | No. | Piloto           | Construtora                | Q1                     | Q2                     | Q3                     | Grid final |
| ------------------------ | --- | ---------------- | -------------------------- | ---------------------- | ---------------------- | ---------------------- | ---------- |
| 1                        | 1   | Max Verstappen   | Red Bull Racing-Honda RBPT | 1:13.615               | 1:12.760               | 1:12.272               | 1          |
| 2                        | 14  | Carlos Sainz Jr. | Ferrari                    | 1:13.411               | 1:12.790               | 1:12.734               | 2          |
| 3                        | 16  | Lando Norris     | McLaren-Mercedes           | 1:13.295               | 1:12.776               | 1:12.792               | 6          |
| 4                        | 31  | Pierre Gasly     | Alpine-Renault             | 1:13.471               | 1:13.186               | 1:12.816               | 3          |
| 5                        | 55  | Lewis Hamilton   | Mercedes                   | 1:12.937               | 1:12.999               | 1:12.818               | 4          |
| 6                        | 44  | Lance Stroll     | Aston Martin-Mercedes      | 1:13.766               | 1:13.082               | 1:12.994               | 5          |
| 7                        | 10  | Esteban Ocon     | Alpine-Renault             | 1:13.433               | 1:13.001               | 1:13.083               | 7          |
| 8                        | 63  | Nico Hülkenberg  | Haas-Ferrari               | 1:13.420               | 1:13.283               | 1:13.229               | 8          |
| 9                        | 22  | Fernando Alonso  | Aston Martin-Mercedes      | 1:13.747               | 1:13.098               | 1:13.507               | 9          |
| 10                       | 4   | Oscar Piastri    | McLaren-Mercedes           | 1:13.691               | 1:13.059               | 1:13.682               | 10         |
| 11                       | 81  | Sergio Pérez     | Red Bull Racing-Honda RBPT | 1:13.874               | 1:13.334               | N/A                    | 11         |
| 12                       | 21  | George Russell   | Mercedes                   | 1:13.326               | 1:13.447               | N/A                    | 12         |
| 13                       | 23  | Guanyu Zhou      | Alfa Romeo-Ferrari         | 1:13.677               | 1:13.521               | N/A                    | 13         |
| 14                       | 18  | Nyck de Vries    | AlphaTauri-Honda RBPT      | 1:13.581               | 1:14.083               | N/A                    | 14         |
| 15                       | 77  | Yuki Tsunoda     | AlphaTauri-Honda RBPT      | 1:13.862               | 1:14.477               | N/A                    | 15         |
| 16                       | 2   | Valtteri Bottas  | Alfa Romeo-Ferrari         | 1:13.977               | N/A                    | N/A                    | 16         |
| 17                       | 20  | Kevin Magnussen  | Haas-Ferrari               | 1:14.042               | N/A                    | N/A                    | 17         |
| 18                       | 27  | Alexander Albon  | Williams-Mercedes          | 1:14.063               | N/A                    | N/A                    | 18         |
| 19                       | 24  | Charles Leclerc  | Ferrari                    | 1:14.079               | N/A                    | N/A                    | 19         |
| 20                       | 11  | Logan Sargeant   | Williams-Mercedes          | 1:14.699               | N/A                    | N/A                    | 20         |
| Tempo dos 107%: 1:18.042 |     |                  |                            |                        |                        |                        |            |
| Referência(s):           |     |                  |                            |                        |                        |                        |            |

## Corrida
A corrida foi realizada em 4 de Junho de 2023 às 15:00 no horário local (UTC+2) ou às 10:00 no Horário de Brasília.

### Resultado
| Pos.                                                                               | No. | Piloto           | Construtora                | Voltas | Tempo/Retirado | Pit | Pneus | Grid | Dif     | Pontos |
| ---------------------------------------------------------------------------------- | --- | ---------------- | -------------------------- | ------ | -------------- | --- | ----- | ---- | ------- | ------ |
| 1                                                                                  | 1   | Max Verstappen   | Red Bull Racing-Honda RBPT | 66     | 1:27:57.940    | 2   |       | 9    | 8       | 26     |
| 2                                                                                  | 44  | Lewis Hamilton   | Mercedes                   | 66     | +24.090        | 2   |       | 1    | 1       | 18     |
| 3                                                                                  | 63  | George Russell   | Mercedes                   | 66     | +32.389        | 2   |       | 2    | 1       | 15     |
| 4                                                                                  | 11  | Sergio Pérez     | Red Bull Racing-Honda RBPT | 66     | +35.812        | 2   |       | 6    | 2       | 12     |
| 5                                                                                  | 55  | Carlos Sainz Jr. | Ferrari                    | 66     | +45.698        | 2   |       | 3    | 2       | 10     |
| 6                                                                                  | 18  | Lance Stroll     | Aston Martin-Mercedes      | 66     | +63.320        | 2   |       | 13   | 7       | 8      |
| 7                                                                                  | 14  | Fernando Alonso  | Aston Martin-Mercedes      | 66     | +64.127        | 2   |       | 7    | Estável | 6      |
| 8                                                                                  | 31  | Esteban Ocon     | Alpine-Renault             | 66     | +69.242        | 2   |       | 5    | 3       | 4      |
| 9                                                                                  | 24  | Guanyu Zhou      | Alfa Romeo-Ferrari         | 66     | +71.878        | 2   |       | 8    | 1       | 2      |
| 10                                                                                 | 10  | Pierre Gasly     | Alpine-Renault             | 66     | +73.530        | 2   |       | 4    | 6       | 1      |
| 11                                                                                 | 16  | Charles Leclerc  | Ferrari                    | 66     | +74.419        | 2   |       | 17   | 6       | 0      |
| 12                                                                                 | 22  | Yuki Tsunoda     | AlphaTauri-Honda RBPT      | 66     | +75.416        | 2   |       | 18   | 6       | 0      |
| 13                                                                                 | 81  | Oscar Piastri    | McLaren-Mercedes           | 65     | + 1 volta      | 2   |       | 10   | 3       | 0      |
| 14                                                                                 | 21  | Nyck de Vries    | AlphaTauri-Honda RBPT      | 65     | + 1 volta      | 2   |       | 11   | 3       | 0      |
| 15                                                                                 | 27  | Nico Hülkenberg  | Haas-Ferrari               | 65     | + 1 volta      | 3   |       | 12   | 3       | 0      |
| 16                                                                                 | 23  | Alexander Albon  | Williams-Mercedes          | 65     | + 1 volta      | 2   |       | 14   | 2       | 0      |
| 17                                                                                 | 4   | Lando Norris     | McLaren-Mercedes           | 65     | + 1 volta      | 3   |       | 16   | 1       | 0      |
| 18                                                                                 | 20  | Kevin Magnussen  | Haas-Ferrari               | 65     | + 1 volta      | 3   |       | 15   | 3       | 0      |
| 19                                                                                 | 77  | Valtteri Bottas  | Alfa Romeo-Ferrari         | 65     | + 1 volta      | 2   |       | 19   | Estável | 0      |
| 20                                                                                 | 2   | Logan Sargeant   | Williams-Mercedes          | 65     | + 1 volta      | 2   |       | 20   | Estável | 0      |
| Volta mais rápida: Max Verstappen(Red Bull Racing-Honda RBPT) - 1:16.330(Volta 61) |     |                  |                            |        |                |     |       |      |         |        |
| Referência(s):                                                                     |     |                  |                            |        |                |     |       |      |         |        |

## Classificação do campeonato após a corrida
|                | Pos. | Piloto          | Pontos |
| -------------- | ---- | --------------- | ------ |
|                | 1    | Max Verstappen  | 170    |
|                | 2    | Sergio Pérez    | 117    |
|                | 3    | Fernando Alonso | 99     |
|                | 4    | Lewis Hamilton  | 87     |
|                | 5    | George Russell  | 65     |
| Referência(s): |      |                 |        |

|                | Pos. | Construtora                | Pontos |
| -------------- | ---- | -------------------------- | ------ |
|                | 1    | Red Bull Racing-Honda RBPT | 287    |
| 1              | 2    | Mercedes                   | 152    |
| 1              | 3    | Aston Martin-Mercedes      | 134    |
|                | 4    | Ferrari                    | 100    |
|                | 5    | Alpine-Renault             | 40     |
| Referência(s): |      |                            |        |

- Nota: Apenas as cinco primeiras posições estão incluídas para ambos os conjuntos de classificação.